# Амбар Рихтера (Слупск)
Амбар Рихтера (пол. Spichlerz Richtera) — бывшее зернохранилище, историческо-архитектурный памятник, находящийся в городе Слупск, Поморское воеводство, Польша. Филиал Музея Центрального поморья.

## История
Амбар Рихтера был построен в 1780 году и было названо именем его владельца, который использовал здание в качестве зернохранилища. Первоначально амбар находился на пересечении современных улиц Коперника и Свободы. После Второй мировой войны в нём располагалось торговое предприятие сельскохозяйственного кооператива. Здание использовалось для хранения кормов. Потом здание долгие годы стояло пустым.
10 апреля 1965 года Амбар Рихтера был внесён в реестр памятников Поморского воеводства (№ 148/420K).
В 1986 году владельцем здания стал Музей Центрального Поморья. В ноябре 1991 года здание было разобрано. В 1993 году Музей Центрального Поморья получил разрешение от властей разместить амбар Рихтера на Рыбацкой площади. В этом же году приступили к инвентаризации разобранного здания и его реставрации, которая проводилась под руководством архитектора Эльжбеты Шалевской. Реставрация здания закончилась в начале 1998 года и 22 мая 1998 года Амбар Рихтера был установлен на Рыбацкой площади Слупска.
В настоящее время Амбар Рихтера находится в непосредственной близости Замка померанских герцогов. В нём находится филиал Музея Центрального Поморья и чайная.